# Orwigsburg
Orwigsburg est un borough situé au sud de la partie centrale du comté de Schuylkill, en Pennsylvanie, aux États-Unis,. En 2010, il comptait une population de 3 099 habitants. Il est incorporé en 1811. Le borough est baptisé en mémoire de son fondateur, Peter Orwig. La localité est le siège de comté, de 1811 à 1851.

## Démographie
Lors du recensement de 2010, le borough comptait une population de 3 099 habitants. Elle est estimée, en 2019, à 3 036 habitants.

### Source de la traduction
- (en) Cet article est partiellement ou en totalité issu de l’article de Wikipédia en anglais intitulé « Orwigsburg, Pennsylvania » (voir la liste des auteurs).